# Yusef Lateef
Yusef Lateef (Chattanooga, 1920. október 9. – Shutesbury, 2013. december 23.) multi-instrumentalista dzsesszzenész (tenorszaxofon, fuvola, oboa, fagott, bambuszfuvola, shanai, shofar, xun, arghul, koto.); zeneszerző.
Grammy-díjas előadóművész, író, képzőművész, művészetpedagógus és filozófus. Több mint hat évtizeden át a nemzetközi zenei élet egyik meghatározó személyisége volt. 93 évet élt.
Yusef Lateef több fúvós hangszeren is játszott, valamint olyan eszközökön is, amelyeket ő talált fel. ...a jazzt sokszor fűszerezte arab zenével.

## Pályafutása
Lateef Detroitban nőtt fel. Középiskolás korában szaxofonosként kapcsolódott be városa dzsesszéletébe.
Az érettségije letétele után turnézni kezdett. 1949-ben bekerült Dizzy Gillespie zenekarába. 1955-ben kiadta ki első lemezét. Eleinte Bill Evans néven szerepelt. A Yusef Lateef nevet azután vette fel, hogy áttért az iszlám hitre. Ekkor 30 éves volt. Muzulmánként elzarándokolt Mekkába is. Közel-kelet zenéje hatással volt rá, így a Yusef Lateef's Little Symphony című,  Grammy-díjas művére is (1988).
Zenekarvezetőként pályája során aztán több mint 100 albumot adott ki. Figyelemre méltóan fontosak azok, amelyeken a keleti, az arab zene beépült szerzeményeibe, megelőzve például John Coltrane-t is (Eastern Sounds).
Játszott a dzsessz óriásaival: Charles Mingus, Cannonball Adderley, Donald Byrd, Miles Davis,... Tanított az Amerikai Egyesült Államokban és Nigériában is. Könyveket is írt: novellákat, önéletrajzot. stb. 92 évesen még turnézott.

## Lemezválogatás
- Jazz Mood (1957)
- Prayer to the East (1957)
- Cry! – Tender (1959)
- The Three Faces of Yusef Lateef (1960)
- The Centaur and the Phoenix (1960)
- Lost in Sound (1960)
- Eastern Sounds (1961)
- Into Something (1961)
- Nippon Soul (1963)
- Live at Pep’s (1964)
- Psychicemotus (1964)
- The Golden Flute (1966)
- A Flat, G Flat and C (1966)
- The Blue Lateef (1968)
- Yusef Lateef’s Detroit (1969)
- The Diverse Yusef Lateef (1969)
- Hush ‘N’ Thunder (1972)
- The Doctor is In … And Out (1974)
- Ten Years Hence (1975)
- Autophysiopsychic (1977)
- Yusef Lateef’s Little Symphony (1987, Grammy-díj)
- The African-American Epic Suite (1996)
- The World at Peace (1997)
- Like the Dust (1998)
- Hikama Creativity (2019)

## Díjak
- 1987: Yusef Lateef's Little Symphony; Legjobb New Age album

## Filmek
- Yusef Lateef az IMDb-n